# 宽扁高壳蚤
宽扁高壳蚤（学名：Kurzia latissima）为盘肠蚤科高壳蚤属的动物。分布于瑞典、挪威、瑞士、波兰、英国、德国、俄罗斯、美国以及中国大陆的广西、福建、江苏、湖北、云南等地，常见于湖泊近岸或池塘的水草丛中。